# Synema globosum flavum
Synema globosum là một phân loài nhện trong họ Thomisidae.
Loài này thuộc chi Synema. Synema globosum flavum được Pelegrin Franganillo-Balboa miêu tả năm 1913.

## Hình ảnh

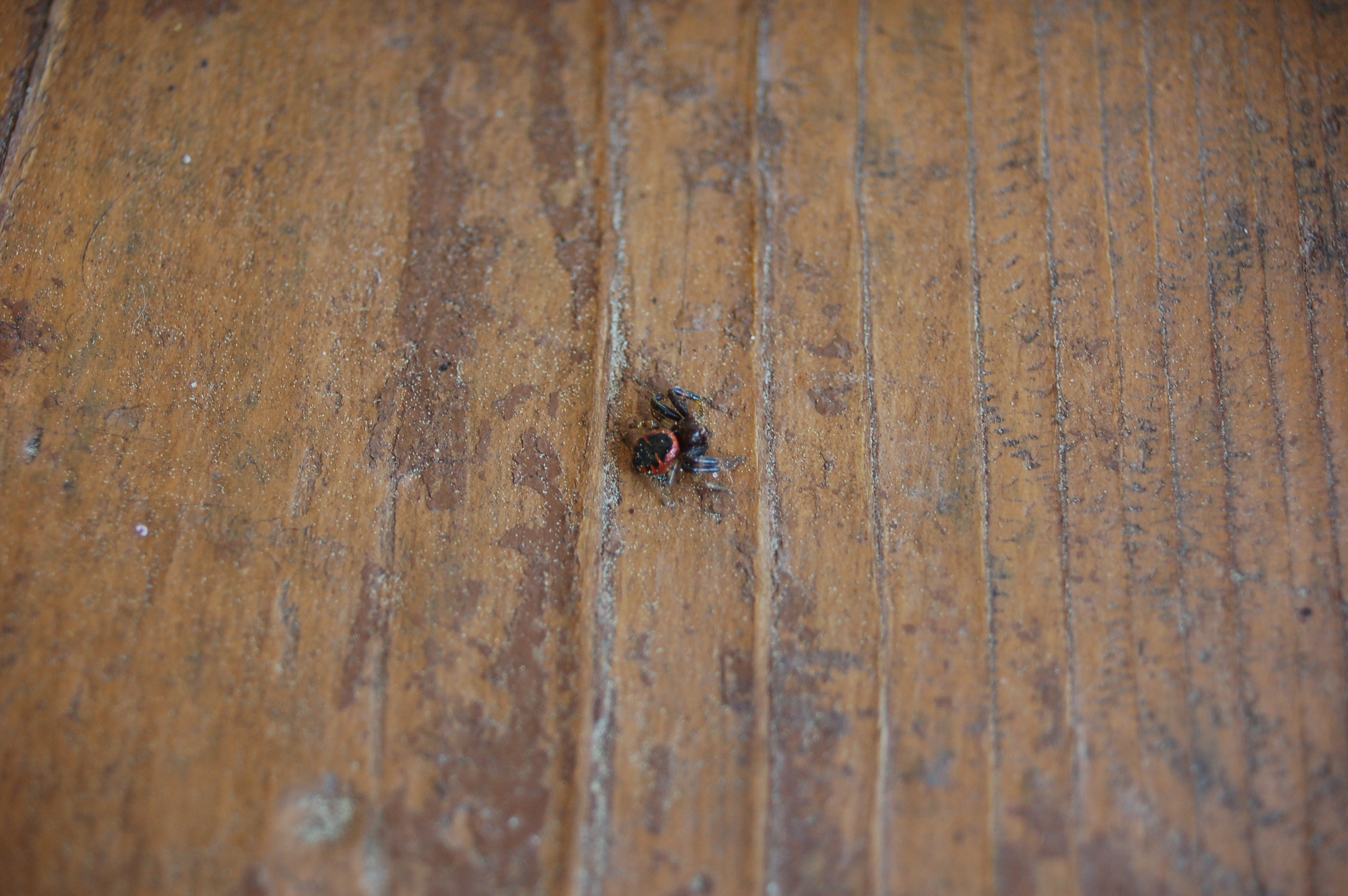
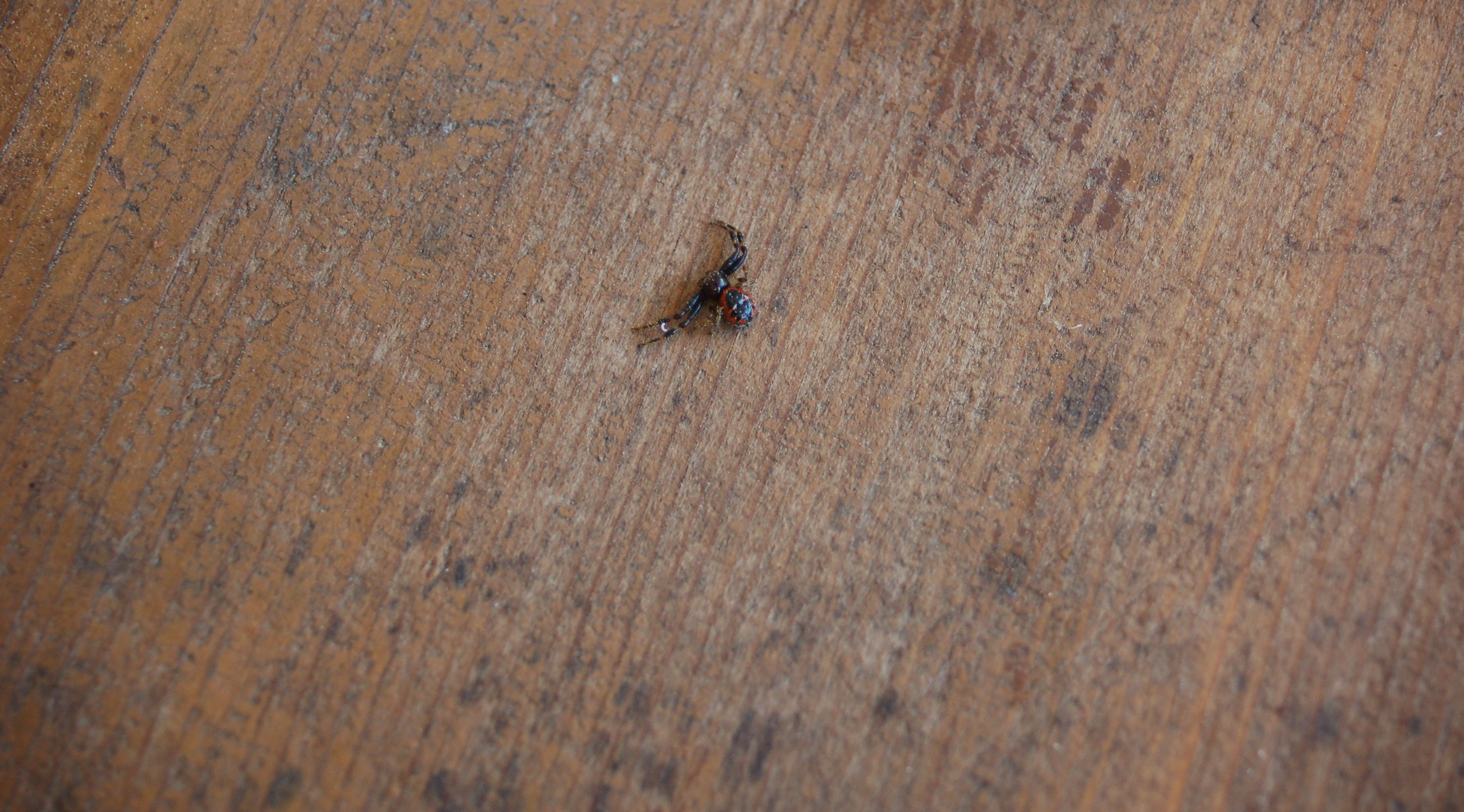
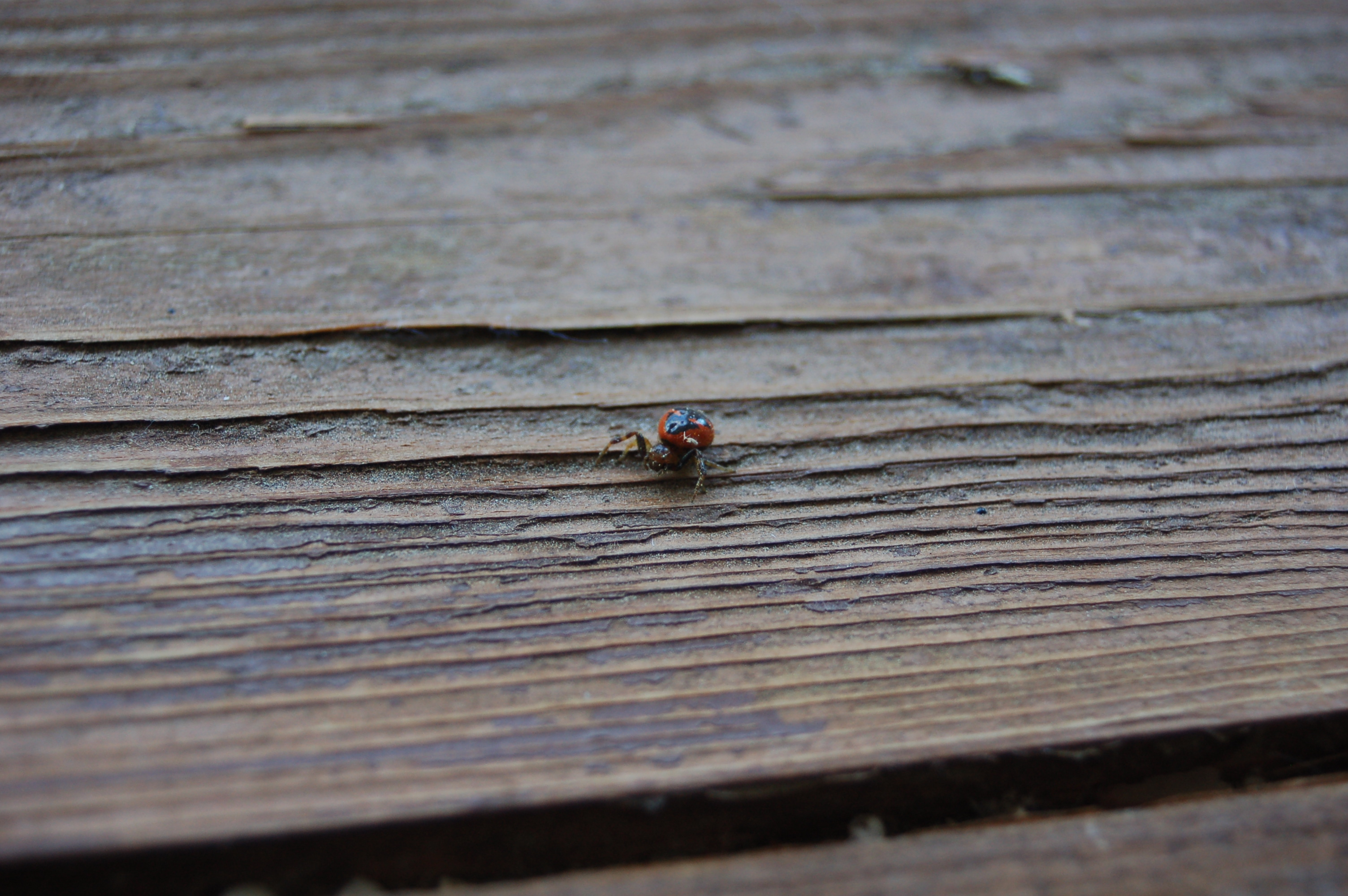
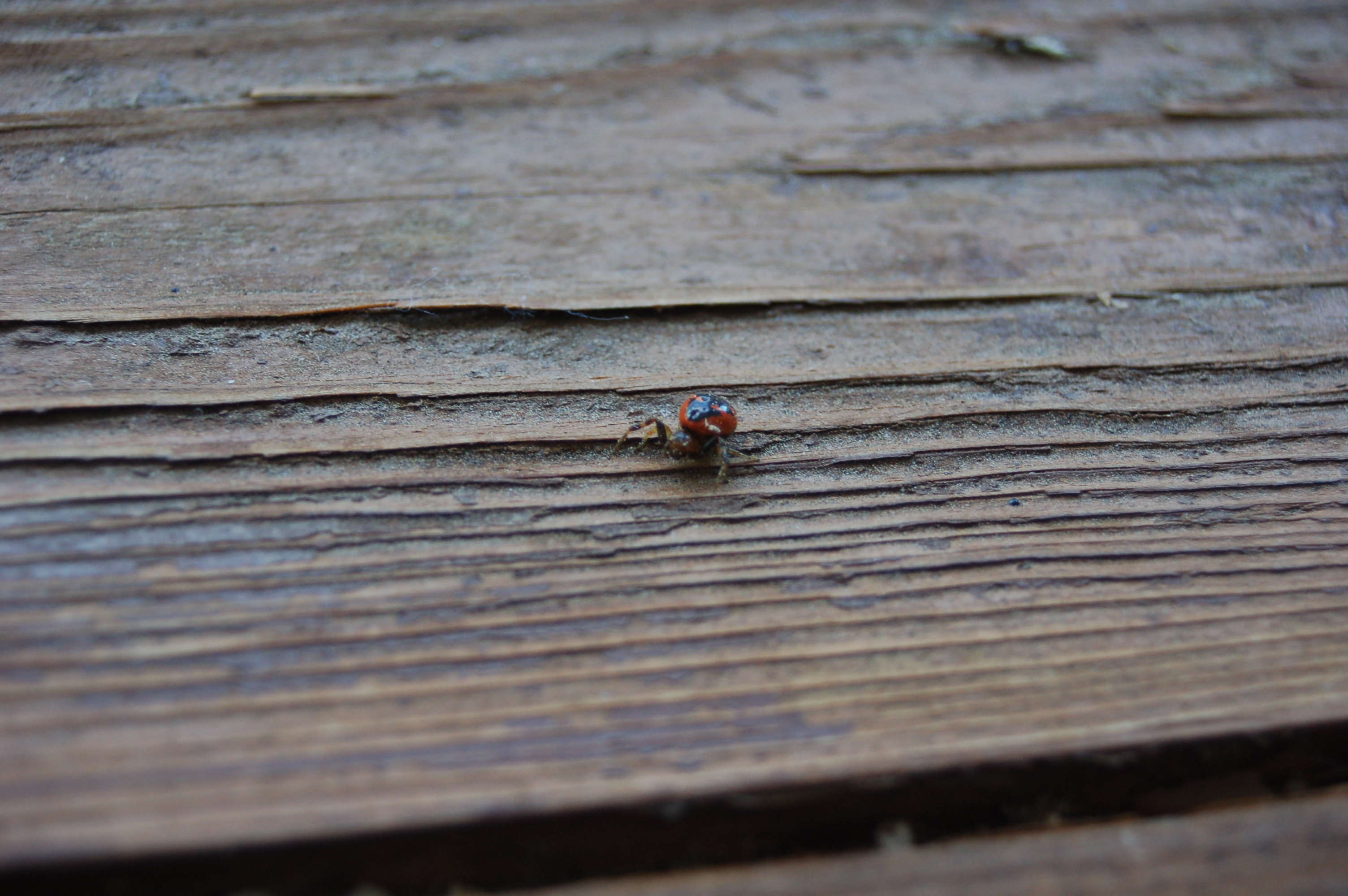